# Lofodonte
Em zoologia, chamam-se lofodontes aos mamíferos que têm dentes molares com cristas alongadas de esmalte em posição transversal (ou línguo-labial), chamadas lofos, entre as cúspides da coroa, uma aquisição evolutiva que lhes permite aumentar a capacidade de desfazer fibras duras. Muitos herbívoros como, por exemplo, o cavalo e os outros perissodátilos, vários roedores e o peixe-boi são lofodontes, enquanto que os artiodátilos são selenodontes, possuindo os lofos em posição longitudinal.
Os elefantes possuem extrema lofodontia, com os dentes assemelhando-se a tábuas de lavar roupa, e são chamados loxodontes – que é o nome do género dos elefantes-africanos (Loxodonta).
Como os dentes são estruturas que se conservam facilmente, as suas características são muito importantes para identificar fósseis, em paleontologia e arqueologia. Os diferentes tipos de dentes dão igualmente informação sobre a filogenia das espécies.